# Rochester grófja – Pokoli kéj
Rochester grófja – Pokoli kéj (The Libertine) Laurence Dunmore 2005-ben bemutatott történelmi drámája, Johnny Depp főszereplésével. A forgatókönyvet Stephen Jeffreys írta. Magyar mozibemutató nem volt.

## Történet
John Wilmotnak, Rochester grófjának (Johnny Depp), a XVII. századi – önpusztító és élvhajhász életvitele miatt – fiatalon elhunyt költőnek az életét meséli el, aki gyorsan élt és gyorsan halt, így költészetéért már csak posztumusz elismerésekben részesülhetett.

## Szereplők
| Szereplő                      | Színész         | Magyar hang     |
| ----------------------------- | --------------- | --------------- |
| John Wilmot, Rochester grófja | Johnny Depp     | Nagy Ervin      |
| II. Károly angol király       | John Malkovich  | Kulka János     |
| Elizabeth Barry               | Samantha Morton | Zsigmond Tamara |
| Elizabeth Wilmot              | Rosamund Pike   | Agócs Judit     |
| Sir George Etherege           | Tom Hollander   | Fekete Ernő     |
| Charles Sackville             | Johnny Vegas    | Besenczi Árpád  |
| Alcock                        | Richard Coyle   |                 |
| Billy Downs                   | Rupert Friend   |                 |
| Harris                        | Jack Davenport  | Zámbori Soma    |
| Jane                          | Kelly Reilly    |                 |